# Matroosa
Matrossa (en carélien : Matrossu, en finnois : Matroosa, en russe : Матро́сы, Matrosy) est une municipalité rurale du raïon de Priaja en république de Carélie.

## Géographie
La municipalité rurale de Matroosa est située sur les rives de la rivière Suojoki, à 16 kilomètres au nord-est de Priaja et à 28 kilomètres à l'ouest de Petroskoi.
La municipalité de Matroosa a une superficie de 74,75 km2.
Matroosa est bordée au nord par Tchalna du raïon de Priaja, au sud par Priaja   et à l'est par Uusi-Vilka du raïon des rives de l'Onega.
Environ 90,3 % de la superficie de Matroosa est constituée de forêts et 2,5 % de plans d'eau et 1,6 % de terres agricoles.
Matroosa est traversé par l'autoroute R21 qui relie Saint-Pétersbourg à Mourmansk.

## Démographie
Recensements (*) ou estimations de la population
| 1959  | 1970  | 1979  | 1989  |
| ----- | ----- | ----- | ----- |
| 7 530 | 5 104 | 5 550 | 4 989 |

| 2009  | 2010  | 2013  | - |
| ----- | ----- | ----- | - |
| 2 476 | 2 432 | 2 580 | - |

## Galerie

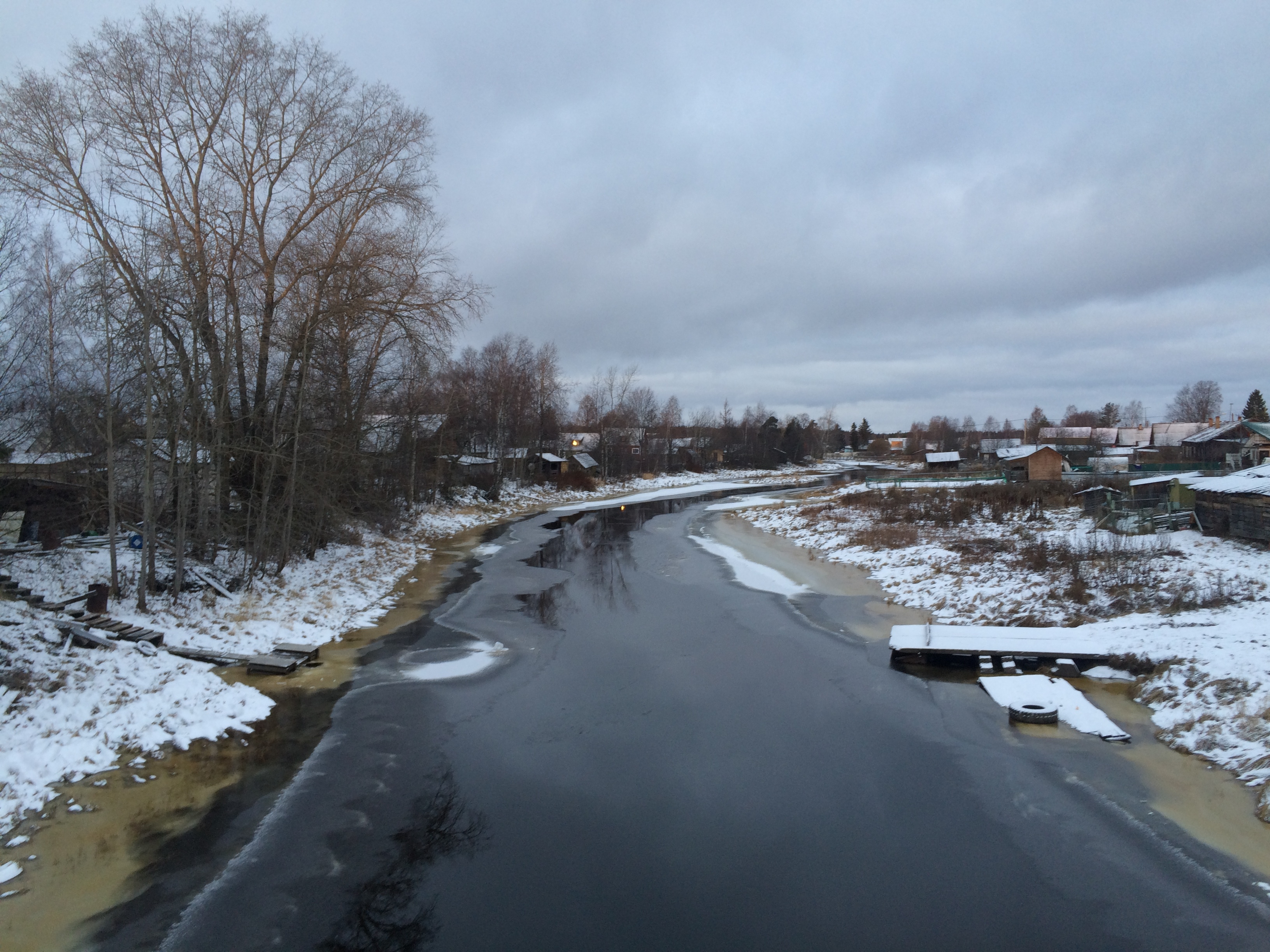
Rivière Tchalna.
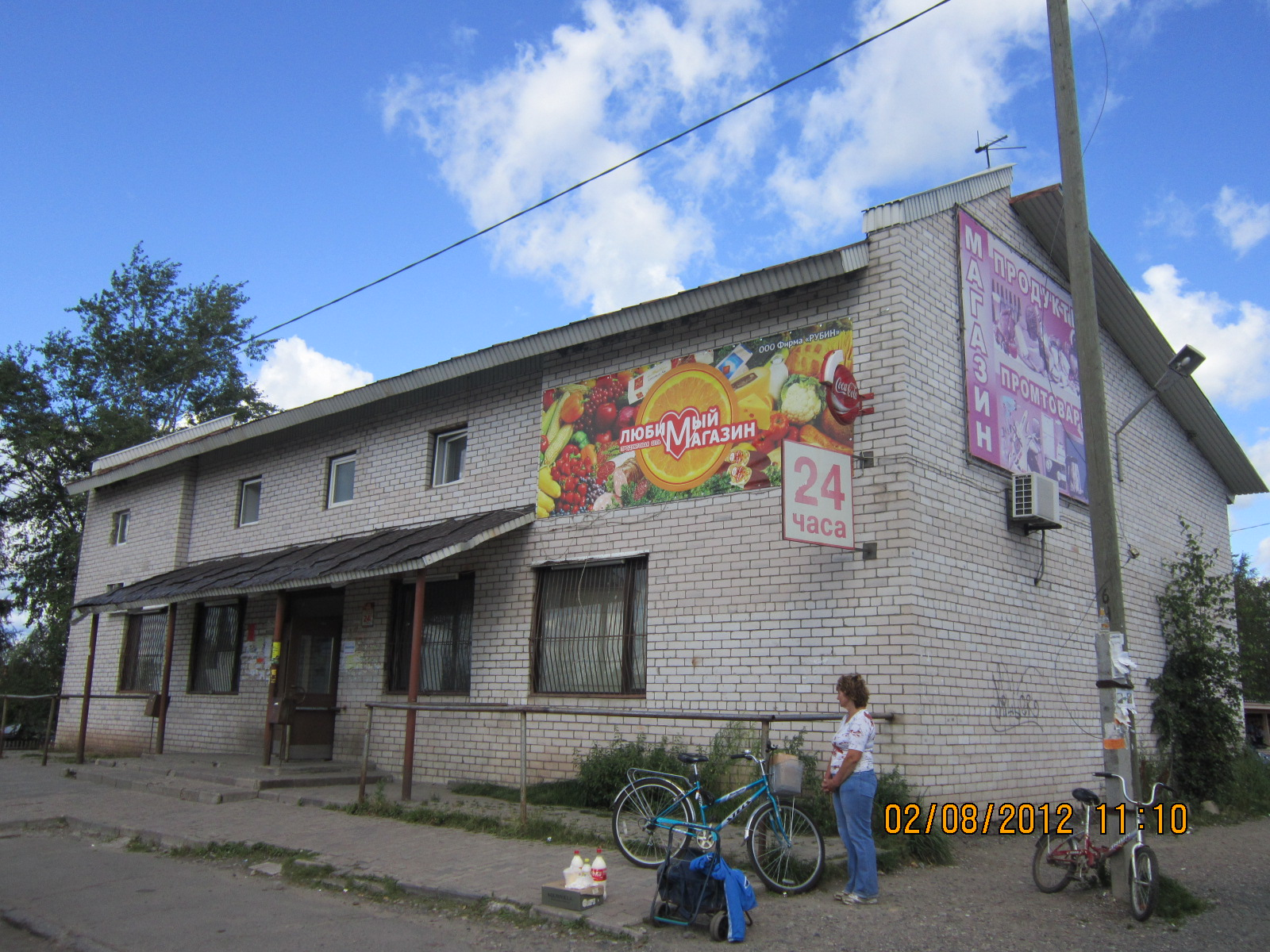
Magasin.
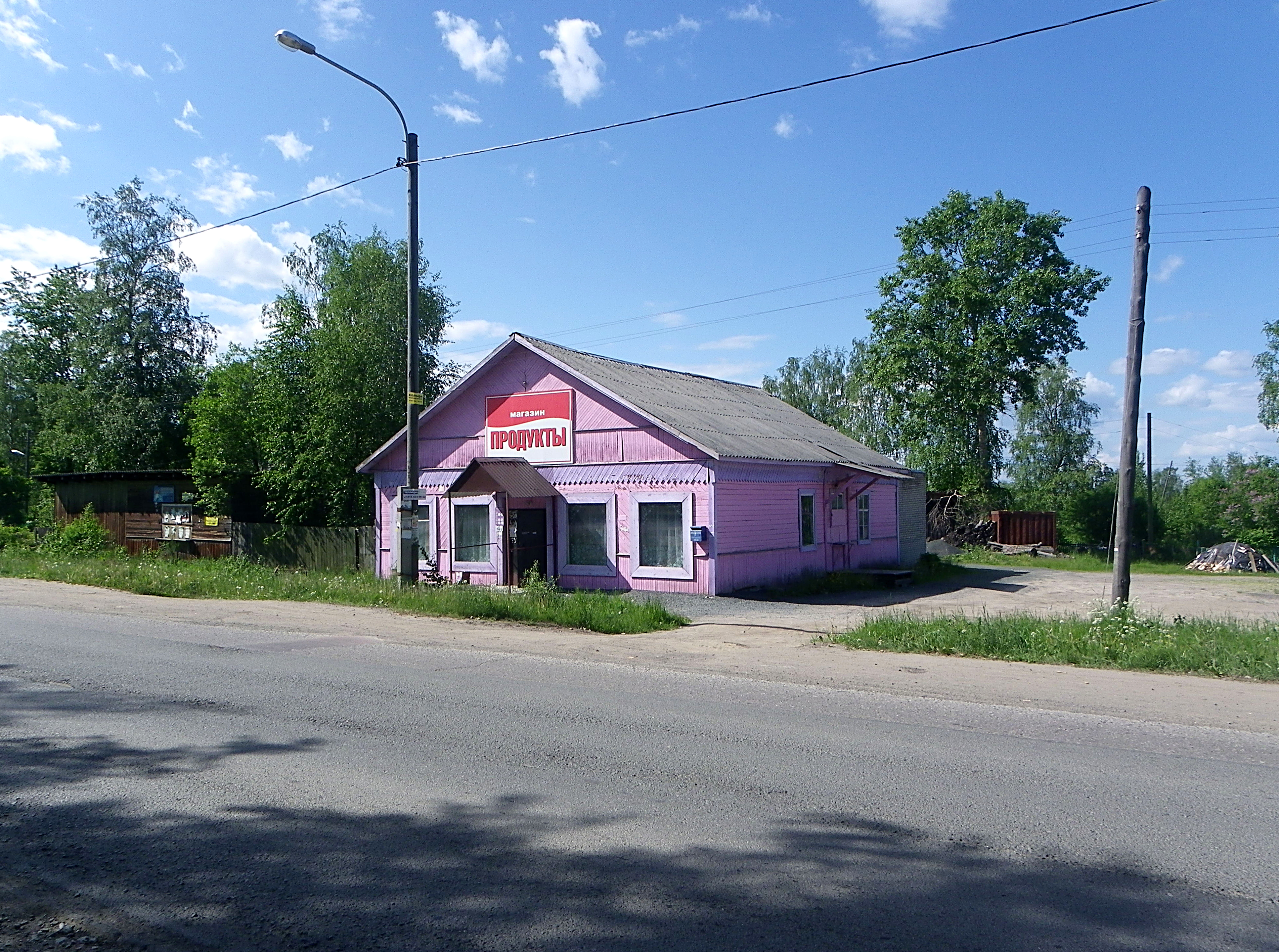
Magasin.